# Ultrasauros

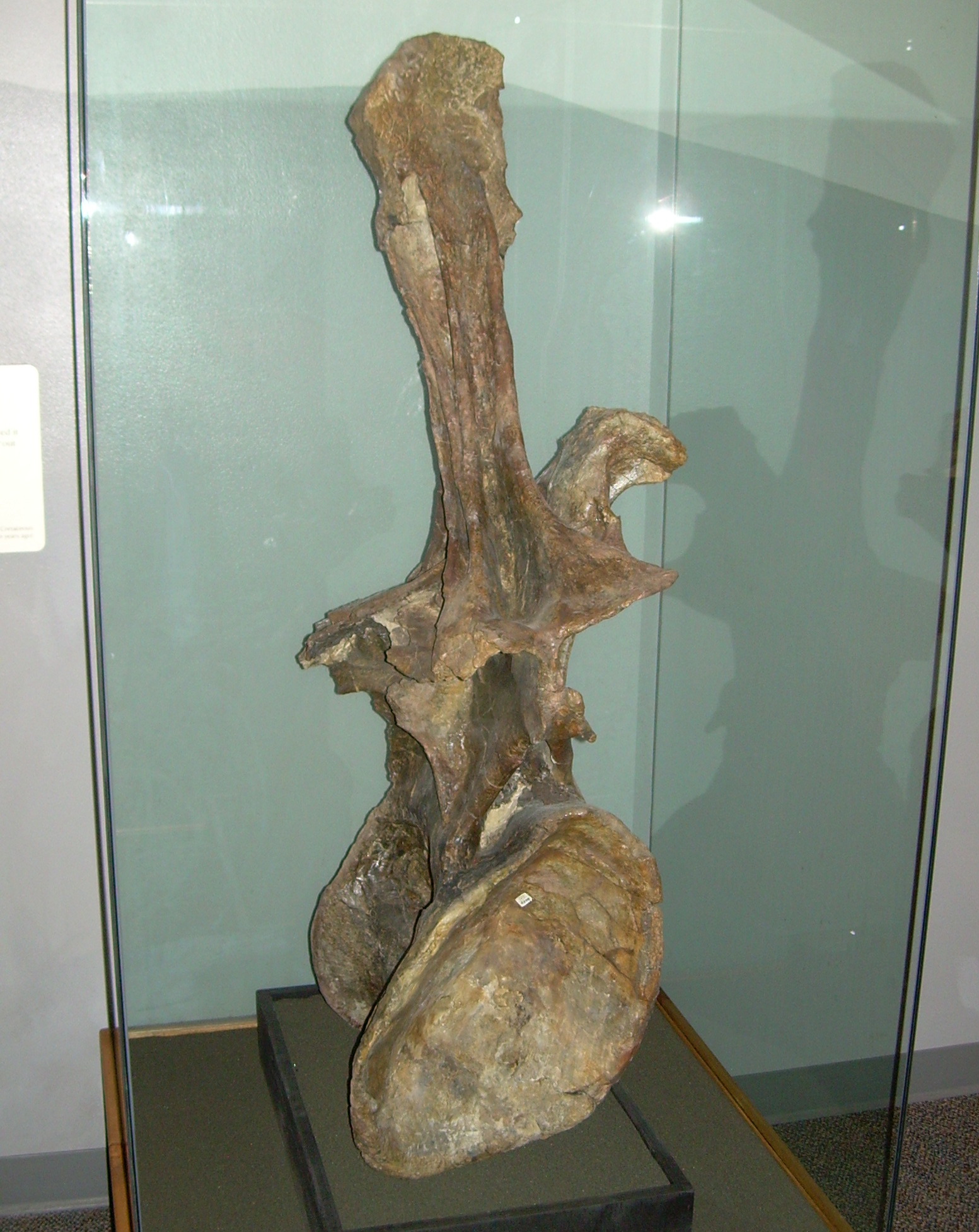
Holotyp-Exemplar von Ultrasauros macintoshi – heute wird er Supersaurus zugeschrieben.

Ultrasauros ist eine ungültige  Dinosauriergattung. Ursprünglich wurde sie von James A. Jensen 1985 unter dem Namen Ultrasaurus beschrieben, basierend auf einigen sehr großen Knochen, die 1979 in Colorado (USA) entdeckt wurden. Später musste der Name allerdings in Ultrasauros geändert werden, da der Name Ultrasaurus bereits für einen koreanischen Dinosaurier vergeben war. In der Öffentlichkeit wurde Ultrasauros als der größte bekannte Dinosaurier tituliert. In der Folgezeit (1996) stellten sich die gefundenen Knochen allerdings als eine Mischung aus Supersaurus- und Brachiosaurus-Fossilien heraus. Heute gilt Ultrasauros daher, ebenso wie die einzige Art Ultrasauros macintoshi, als ungültig.
Der Name Ultrasauros bedeutet so viel wie „Überechse“. Der zweite Teil des Artnamens, macintoshi, ehrt John S. McIntosh für seine bedeutende Forschung auf dem Gebiet der sauropoden Dinosaurier.

## Fundgeschichte
Zwischen den Jahren 1972 und 1982 barg der Paläontologe James A. Jensen eine Anzahl sehr großer Knochen aus dem Dry-Mesa-Quarry, einem für seine zahlreichen Dinosaurierfunde berühmten Steinbruch der Morrison-Formation im westlichen Colorado. Diese Knochen fanden sich nicht im Skelettverbund, vielmehr waren die Knochen verschiedener Gattungen miteinander vermischt. Trotzdem kommt Jenson in seiner 1985 veröffentlichten wissenschaftlichen Beschreibung der Funde zu dem Schluss, dass insgesamt drei bisher unbekannte Gattungen von sauropoden Dinosauriern vorliegen: Supersaurus, Dystylosaurus und Ultrasauros. Ultrasauros basierte dabei auf einem Rückenwirbel (Holotyp-Exemplar), des Weiteren wurden dieser Gattung ein Schwanzwirbel, ein Halswirbel sowie ein außergewöhnlich großer Schultergürtel (Scapulocoracoid) zugeordnet. Alle Ultrasauros-Fossilien wurden 1979 freigelegt.

## Größe der Fossilien
Jensen vermutete, dass er mit Ultrasauros “probably the ultimate in size for a land animal” („wahrscheinlich den ultimativen Größenrekord eines Landtieres“) entdeckt hat. Beachtenswert sei vor allem das riesige Scapulocoracoid, das aufgerichtet eine Höhe von 2,7 Meter messen würde. Entsprechend wählte er den Namen Ultrasauros („Überechse“), welchen er bereits vor der offiziellen, 1985 veröffentlichten Erstbeschreibung informell verwendet hat. In verschiedenen Interviews und Presseartikeln schätzte Jensen das Tier auf eine Länge von etwa 30 Meter und ein Körpergewicht von etwa 70 Tonnen. Verschiedene populärwissenschaftliche Bücher überboten diese Schätzung und gaben Gewichte von bis zu 180 Tonnen an. Curtice und Kollegen (1996) stellen allerdings fest, dass das als „riesig“ bezeichnete Scapulocoracoid tatsächlich lediglich 2,5 Meter lang war, und nicht 2,7 Meter, wie Jensen ursprünglich angegeben hat. Folglich gehörte dieser Knochen zu einem Tier, das nicht größer war als die größten bekannten Individuen von Giraffatitan (früher als Brachiosaurus brancai bekannt); tatsächlich sei dieses Tier vermutlich kleiner gewesen als das größte bekannte Giraffatitan-Exemplar.

## Weitere Forschungsgeschichte
Nach der 1985 erfolgten Erstbeschreibung wurde die Gültigkeit von Sauroposeidon bald in Zweifel gezogen. So vermutete Paul (1988), dass Ultrasauros macintoshi mit Brachiosaurus altithorax identisch sei. Horrocks (1989) vermutete in einem unveröffentlichten Manuskript, dass es sich bei Ultrasauros um eine neue Brachiosaurus-Art handelt, die er Brachiosaurus macintoshi nannte. Miller und Kollegen (1991) bemerkten erstmals, dass der Rückenwirbel (das Holotyp-Exemplar) Ähnlichkeiten mit den am selben Fundort entdeckten Supersaurus-Fossilien zeigt. In einer Neuuntersuchung der Ultrasauros-Fossilien konnten Curtice und Kollegen (1996) schließlich bestätigen, dass die Wirbel tatsächlich zu Supersaurus gehören, und dass das Scapulocoracoid zu Brachiosaurus gestellt werden kann. Somit bildet Ultrasauros ein jüngeres Synonym von Supersaurus.

## UltrasaurusoderUltrasauros?
1983 beschrieb der koreanische Paläontologe Haang Mook Kim die spärlichen Überreste eines vermeintlich riesigen Sauropoden aus Korea unter dem Namen Ultrasaurus. Zwar wurden die US-amerikanischen Fossilien bereits kurz nach ihrer Entdeckung von Jensen inoffiziell als „Ultrasaurus“ tituliert; damit ein wissenschaftlicher Name gültig wird, muss er aber in Form einer Erstbeschreibung publiziert werden. Dies geschah bei den amerikanischen Knochenfunden erst im Jahr 1985. Die Regeln des International Code of Zoological Nomenclature (ICZN) sehen bei dem Fall der Namensgleichheit vor, dass der früher publizierte Name gültig ist und der jüngere geändert werden muss. Ein an Jenson gerichteter Änderungsvorschlag sah anfangs den neuen Namen Jensenosaurus vor, welcher jedoch nicht Jensons Gefallen fand – stattdessen schlug dieser den leicht abgeänderten Namen Ultrasauros vor.